# Libertas Pallacanestro Livorno
La Libertas Pallacanestro Livorno è stata una squadra italiana di pallacanestro maschile della città di Livorno.

## Storia
La società nasce 28 giugno 1991, sotto la regia del professor Francesco Alessandro Querci, con la fusione delle due principali società del capoluogo toscano: la Libertas Livorno e Pallacanestro Livorno.
Viene iscritta al campionato di Serie A1 1991-1992 ereditando il titolo sportivo della Libertas.
Dopo tre stagioni in massima serie, al termine della stagione 1993-1994, la squadra retrocede in Serie A2.
Poco prima della partenza della nuova stagione, viene dichiarato il fallimento della società a seguito di una fidejussione fasulla presentata alla FIP.